# Южноамериканский лапчатоног
Южноамериканский лапчатоног (лат. Heliornis fulica) — вид птиц семейства лапчатоногих. Единственный вид рода Heliornis.
Вид распространён в южной части Мексики, по всей Центральной Америке, а также в Боливии и Аргентине. Встречается в пресных и солоноватых водоёмах, затопленных лесах и мангровых болотах.
Птица длиной до 26—33 см, масса 125—150 г. Оперение верха оливково-коричневое или тёмно-серое. Хвост тёмно-серый, кончик хвоста чёрный с белой каймой. Грудь светло-коричневая, брюхо белое. Ноги светло-коричневые с тремя крупными чёрными точками сверху. Когти чёрные. Шея чёрная с широкими вытянутыми белыми полосками посередине. Лоб чёрный, по бокам головы тонкая удлинённая белая полоса. Область под глазом светло-коричневая. Клюв красный, а кончик клюва чёрный. Самцы и самки очень мало отличаются друг от друга по оперению. Самцы немного крупнее и тяжелее самок. Между желтыми пальцами ног имеются перепонки.
Питается насекомыми, другими беспозвоночными и их личинками, а также земноводными и рыбами, которых они ловят при погружении в воду. Кроме того, питается семенами растений и другими мелкими животными. Хотя птицы умеют хорошо летать, в случае опасности они предпочитают скрываться в густых зарослях. Эти птицы оседлы круглый год. Они активны днём, а ночь проводят в гнезде на дереве. Они, как правило, очень тихие и издают звуки только в период ухаживания или для защиты территории.
В гнезде, которое устроено на дереве или кустарнике над водой, самка откладывает 2—4 яйца. Через 11 дней насиживания вылупляются голые, слепые птенцы. Затем самец извлекает их из гнезда и переносит в подмышечных впадинах под крыльями как во время плавания, так и во время полёта.